# Kosovarische Basketballnationalmannschaft der Damen
Die kosovarische Basketballnationalmannschaft der Damen vertritt den Kosovo im internationalen Basketball und wird vom Basketballverband FBK (albanisch Federata e Basketbollit e Kosovës) organisiert.
Im Jahr 2008 erklärte der Kosovo seine Unabhängigkeit von Serbien und wurde 2015 Mitglied der FIBA.

## Abschneiden bei internationalen Wettbewerben

### Olympische Spiele
| - keine |

### Weltmeisterschaften
| - keine |

### Europameisterschaften
| - keine |

## Kader
Eine Übersicht des Kaders findet sich beispielsweise in der englischsprachigen Fassung dieses Artikels oder auf dem Internetportal eurobasket.com (s. Abschnitt Weblinks).